# Persephone (Band)

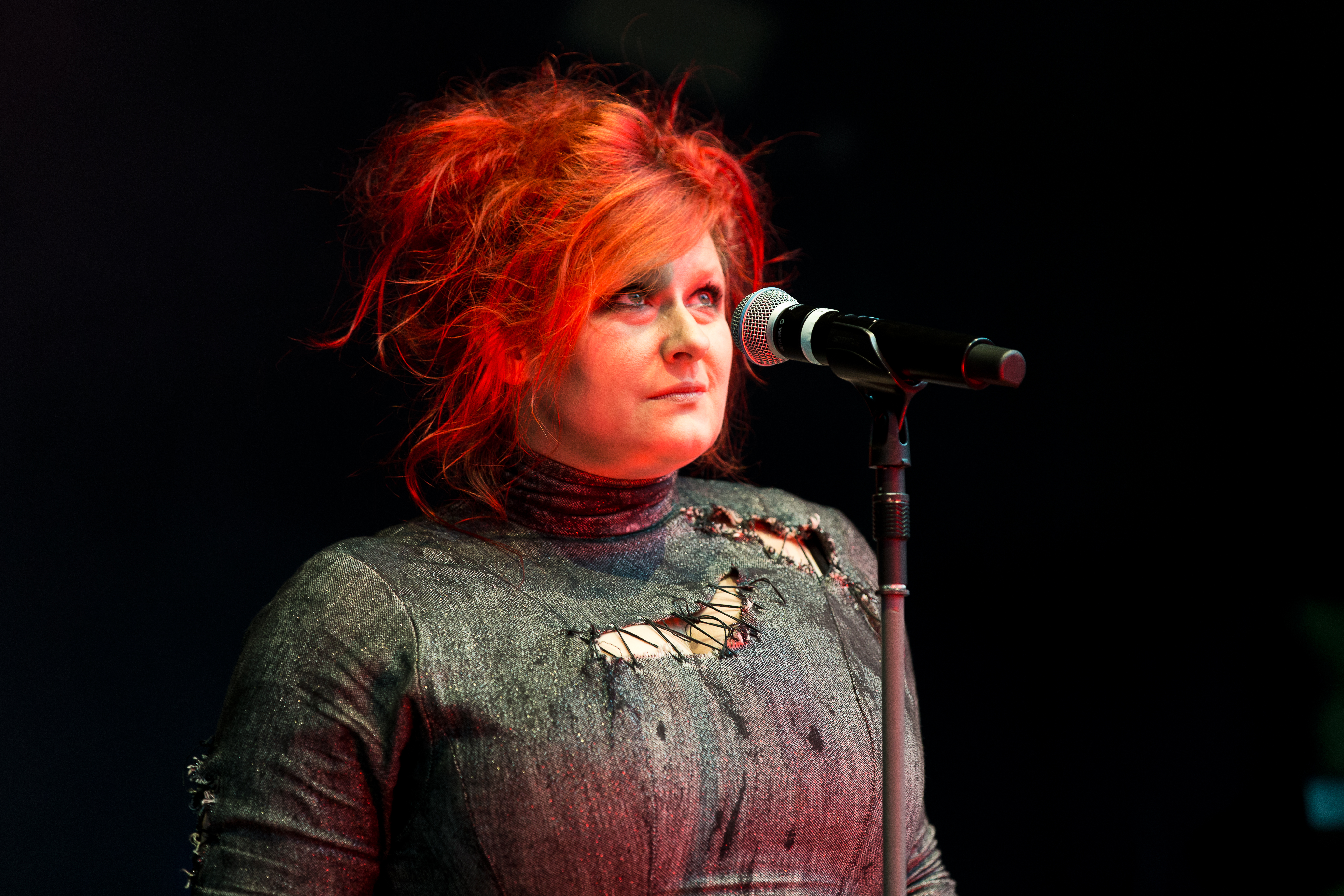
Sonja Kraushofer auf dem Nocturnal Culture Night Festival 2016

Persephone ist eine im Jahr 2000 gegründete deutsch-österreichische Band, die dem Genre der Neoklassik zuzuordnen ist. Es handelt sich dabei um ein Seitenprojekt der L’Âme-Immortelle-Sängerin Sonja Kraushofer. Den zweiten Kopf der Formation bildet der Cellist Martin Höfert (Ex-Janus). Ferner spielte Wim Leydes (Ex-Christian Death) bei der Gründung der Gruppe eine tragende Rolle.

## Geschichte
1999 lernte Sonja Kraushofer Wim Leydes während der Christian-Death-Tour kennen, welcher ihr einige selbstkomponierte Stücke vorspielte. Ein Jahr später entstand der Gedanke, zusammen mit dem Produzenten Tobias Hahn (Janus) ein eigenes Projekt auf die Beine zu stellen.
2001 nahm das Projekt langsam eine feste Form an: Im Rödermarker Nachtschicht-Studio wurde das erste Album „Home“ produziert. Das Artwork übernahm Joachim Luetke. Die CD wurde dem Flair entsprechend auf alten Burgen und Schlössern präsentiert und erhielt bei der Presse ein positives Feedback. Kurze Zeit später trat Persephone als Support von Janus die „Winterreise“-Tour an, welche sich als voller Erfolg entpuppte. Noch im selben Jahr spielten Persephone auf dem Wave-Gotik-Treffen und erhielten Unterstützung von Holger Wilhelmi, der bis heute zur Band gehört.
2003 wurde die EP „Still...“ in limitierter Auflage veröffentlicht. „Still...“ ist bis heute die einzige Veröffentlichung von Persephone, die Liveaufnahmen enthält. Tobias Hahn stieg aus beruflichen Gründen aus der Band aus. Während der Produktion des neuen Albums stießen auch zwei neue Mitglieder zu der Band. In den Jahren 2003 und 2004 wirkte Frederik A. Behrens als Gitarrist mit wie auf der EP zu hören ist. 
Mit der Veröffentlichung des zweiten Albums „Atma Gyan“ entstand ein neues Konzept, welches besagt, dass pro Monat ein Konzert stattfinden soll. Mit John Abdelsayed am Schlagzeug wurde die Band vervollständigt. Im Winter desselben Jahres erschien das dritte Album „Mera Sangeet Kho Gaya“. Neben John an den Percussions, war auch beim dritten Album Frederik als Gitarrist zuhören. Das dritte Album bildet die Fortsetzung des Vorgängers „Atma Gyan“ und somit das Ende des Konzeptes um die mystische Figur Persephone.
Im Album „Letters to a Stranger“, das im November 2007 erschien, wird eine tragische Liebe thematisiert. Eine Frau lernt einen Fremden kennen, beide verlieben sich unsterblich ineinander und sehen sich nie wieder. Sie schreibt daraufhin Briefe an jenen Fremden, allerdings mit der Gewissheit, dass sie nie ankommen werden. Jedes Lied des Albums stellt sozusagen einen Brief dar. Das ist im Artwork konzeptionell berücksichtigt worden, weil jeder Songtext auf einem eigenen, einem Briefbogen nachempfundenen Faltblatt mit altertümlicher Schreibschrift abgedruckt ist. Zum Erscheinen des vierten Albums tourten Persephone unter anderem durch Prag, Zürich, Wien und Hannover.
Seither war es ruhiger um Persephone, hier und da gab es Konzerte und Festivalauftritte (u. a. beim Wave-Gotik-Treffen in Leipzig). Im Jahr 2010 wurden dann das zweite und dritte Album wieder veröffentlicht – wie auch das Re-Release des Debüts „Home“ bei dem alten Label Trisol. Die CDs erschienen rechtzeitig zur Tour „Labyrinth of Longings“, die im Rahmen einer großen Lese-Reise des deutschen Fantasy-Autors Markus Heitz stattfand. Das Besondere hierbei war die inhaltliche Verknüpfung der Buchpassagen von „Judassohn“ und den Musikstücken von Persephone.

## Diskografie

### Alben
- 2002: Home
- 2004: Atma Gyan
- 2004: Mera Sangeet Kho Gaya
- 2007: Letters to a Stranger
- 2018: Perle

### EPs
- 2003: Still... (limited to 999 copies)